# Axonopus complanatus
Axonopus complanatus là một loài thực vật có hoa trong họ Hòa thảo. Loài này được (Nees ex Trin.) Dedecca mô tả khoa học đầu tiên năm 1956.